# Brasil en los Juegos Paralímpicos de Sochi 2014
Brasil estuvo representado en los Juegos Paralímpicos de Sochi 2014 por dos deportistas masculinos. El equipo paralímpico brasileño no obtuvo ninguna medalla en estos Juegos.